# AFL - Division II 2014
La AFL Division II 2014 è stata l'11ª edizione del campionato di football americano di terzo livello, organizzato dalla AFBÖ.

## Squadre partecipanti
| Club                | Città         | Stadio | Sponsor ufficiale | Risultato nella stagione 2013 |
| ------------------- | ------------- | ------ | ----------------- | ----------------------------- |
| AFC Rangers Mödling | Mödling       |        |                   |                               |
| Amstetten Thunder   | Amstetten     |        |                   |                               |
| Red Lions Hall      | Hall in Tirol |        |                   |                               |
| Salzburg Bulls      | Salisburgo    |        |                   |                               |
| Schwaz Hammers      | Schwaz        |        |                   |                               |
| Styrian Bears       | Graz          |        |                   |                               |
| Traun Steelsharks   | Traun         |        |                   |                               |
| Vienna Warlords     | Vienna        |        |                   |                               |

## Stagione regolare

### Calendario

#### 1ª giornata
| 29 marzo 2014 | Amstetten Thunder | 0 – 43 (0-14 0-16 0-0 0-13) | Traun Steelsharks | (450 spett.) |

| 30 marzo 2014 | Styrian Bears | 7 – 14 (7-6 -8 0-0 0-0) | Salzburg Bulls | (150 spett.) |

| 30 marzo 2014 | Schwaz Hammers | 17 – 22 (0-7 0-7 3-8 14-0) | Red Lions Hall |  |

| 30 marzo 2014 | Vienna Warlords | 7 – 35 (0-7 0-15 0-13 7-0) | AFC Rangers Mödling |  |

#### 2ª giornata
| 5 aprile 2014 | Red Lions Hall | 24 – 3 (7-0 3-0 0-0 14-3) | Vienna Warlords | (340 spett.) |

| 5 aprile 2014 | Amstetten Thunder | 26 – 28 (13-0 7-21 0-0 6-7) | AFC Rangers Mödling | (400 spett.) |

| 5 aprile 2014 | Traun Steelsharks | 39 – 34 (13-13 20-14 6-0 0-7) | Styrian Bears |  |

#### 3ª giornata
| 19 aprile 2014 | Red Lions Hall | 25 – 33 (13-7 0-14 6-0 6-12) | Amstetten Thunder |  |

| 20 aprile 2014 | Salzburg Bulls | 0 – 43 (0-14 0-19 0-7 0-3) | AFC Rangers Mödling | (200 spett.) |

| 20 aprile 2014 | Vienna Warlords | 21 – 20 (7-7 0-0 7-7 7-6) | Styrian Bears |  |

| 20 aprile 2014 | Schwaz Hammers | 12 – 35 (6-7 0-14 0-7 6-7) | Traun Steelsharks |  |

#### 4ª giornata
| 26 aprile 2014 | Amstetten Thunder | 52 – 3 (20-0 19-0 7-3 6-0) | Vienna Warlords | (400 spett.) |

| 26 aprile 2014 | Traun Steelsharks | 42 – 0 (7-0 7-0 21-0 7-0) | Salzburg Bulls |  |

| 26 aprile 2014 | AFC Rangers Mödling | 29 – 7 (12-7 3-0 14-0 0-0) | Red Lions Hall | (172 spett.) |

| 27 aprile 2014 | Styrian Bears | 27 – 9 (14-0 7-6 3-3 3-0) | Schwaz Hammers |  |

#### 5ª giornata
| 4 maggio 2014 | Salzburg Bulls | 36 – 19 (6-7 12-6 12-0 6-6) | Schwaz Hammers | (220 spett.) |

#### 6ª giornata
| 10 maggio 2014 | Red Lions Hall | 18 – 16 (12-7 0-3 6-0 0-6) | AFC Rangers Mödling | (500 spett.) |

| 10 maggio 2014 | Styrian Bears | 6 – 20 (0-0 3-7 3-6 0-7) | Traun Steelsharks |  |

| 11 maggio 2014 | Vienna Warlords | 21 – 12 (7-0 7-0 7-0 0-12) | Salzburg Bulls |  |

| 11 maggio 2014 | Schwaz Hammers | 16 – 30 (0-14 16-0 0-8 0-8) | Salzburg Bulls |  |

#### 7ª giornata
| 17 maggio 2014 | AFC Rangers Mödling | 45 – 0 (14-0 14-0 7-0 10-0) | Salzburg Bulls | (85 spett.) |

| 18 maggio 2014 | Styrian Bears | 21 – 12 (7-0 0-0 7-0 7-12) | Vienna Warlords |  |

#### 8ª giornata
| 21 giugno 2014 | Traun Steelsharks | 49 – 23 (21-3 21-6 7-6 0-8) | Amstetten Thunder |  |

| 21 giugno 2014 | AFC Rangers Mödling | 56 – 3 (7-0 20-3 22-0 7-0) | Vienna Warlords |  |

| 22 giugno 2014 | Salzburg Bulls | 15 – 18 (0-0 7-15 0-0 8-3) | Styrian Bears | (300 spett.) |

| 22 giugno 2014 | Red Lions Hall | 42 – 24 (7-0 14-17 7-0 14-7) | Schwaz Hammers |  |

#### 9ª giornata
| 28 giugno 2014 | Schwaz Hammers | 20 – 56 (14-21 6-14 0-14 0-7) | Styrian Bears |  |

| 28 giugno 2014 | AFC Rangers Mödling | 21 – 32 (7-7 7-7 0-6 7-12) | Amstetten Thunder | (150 spett.) |

| 29 giugno 2014 | Salzburg Bulls | 0 – 27 (0-0 0-20 0-7 0-0) | Traun Steelsharks |  |

| 29 giugno 2014 | Vienna Warlords | 7 – 31 (0-7 7-7 0-17 0-0) | Red Lions Hall |  |

#### 10ª giornata
| 5 luglio 2014 | Amstetten Thunder | 47 – 0 (14-0 14-0 0-0 19-0) | Red Lions Hall | (550 spett.) |

| 5 luglio 2014 | Traun Steelsharks | 33 – 8 | Schwaz Hammers |  |

### Classifica
La classifica della regular season è la seguente:
- PCT = percentuale di vittorie, G = partite giocate, V = partite vinte,  P = partite perse, PF = punti fatti, PS = punti subiti

#### Conference A
| Pos. | Squadra             | PCT  | G | V | N | P | PF  | PS  |
| ---- | ------------------- | ---- | - | - | - | - | --- | --- |
| 1    | AFC Rangers Mödling | .750 | 8 | 6 | 0 | 2 | 273 | 93  |
| 2    | Red Lions Hall      | .625 | 8 | 5 | 0 | 1 | 169 | 176 |
| 3    | Amstetten Thunder   | .500 | 8 | 4 | 0 | 4 | 225 | 190 |
| 4    | Vienna Warlords     | .250 | 8 | 2 | 0 | 6 | 77  | 251 |

#### Conference B
| Pos. | Squadra           | PCT   | G | V | N | P | PF  | PS  |
| ---- | ----------------- | ----- | - | - | - | - | --- | --- |
| 1    | Traun Steelsharks | 1.000 | 8 | 8 | 0 | 0 | 288 | 83  |
| 2    | Styrian Bears     | .500  | 8 | 4 | 0 | 4 | 189 | 150 |
| 3    | Salzburg Bulls    | .375  | 8 | 3 | 0 | 5 | 95  | 217 |
| 4    | Schwaz Hammers    | .000  | 8 | 0 | 0 | 8 | 125 | 281 |

## Playoff

### Tabellone
|  | Semifinali | Semifinali          | Semifinali |                   |    | VII Iron Bowl       | VII Iron Bowl | VII Iron Bowl |  |
|  |            |                     |            |                   |    |                     |               |               |  |
|  | 1A         | AFC Rangers Mödling | 42         |                   |    |                     |               |               |  |
|  | 1A         | AFC Rangers Mödling | 42         |                   |    |                     |               |               |  |
|  | 2B         | Styrian Bears       | 12         |                   |    |                     |               |               |  |
|  | 2B         | Styrian Bears       | 12         |                   | 1A | AFC Rangers Mödling | 21            |               |  |
|  |            |                     |            |                   | 1A | AFC Rangers Mödling | 21            |               |  |
|  |            |                     | 1B         | Traun Steelsharks | 10 |                     |               |               |  |
|  | 1B         | Traun Steelsharks   | 1B         | Traun Steelsharks | 10 | 42                  |               |               |  |
|  | 1B         | Traun Steelsharks   |            |                   |    |                     |               |               |  |
|  | 2A         | Red Lions Hall      | 6          |                   |    |                     |               |               |  |

### Semifinali
| 19 luglio 2014 | AFC Rangers Mödling | 42 – 14 (0-0 21-7 14-7 7-0) | Styrian Bears |  |

| 19 luglio 2014 | Traun Steelsharks | 42 – 6 (14-0 14-0 14-6 0-0) | Red Lions Hall |  |

### VII Iron Bowl
| 27 luglio 2014 | AFC Rangers Mödling | 21 – 10 (6-3 15-7 0-0 0-0) | Traun Steelsharks | (400 spett.) |

## Verdetti
- AFC Rangers Mödling Vincitori dell'AFL Division II 2014